# Vibius Sequester
Vibius Sequester – rzymski geograf, autor dzieła zawierającego nazwy geograficzne, działający w prawdopodobnie w IV–V wieku n.e.

## Życiorys
Daty życia Vibiusa nie są znane – jego aktywność umieszczana jest między IV a VI wiekiem. Podobnie nie jest znane miejsce, w którym prowadził działalność (niektórzy badacze przypuszczali, że mógł pochodzić z Dyrrachium w Ilirii).

## Twórczość
Zachowało się jedno dzieło Vibiusa: De fluminibus, fontibus, lacubus, nemoribus, gentibus, quorum apud poëtas mentio fit. Znane jest z kilku rękopisów, z których najstarszy, pochodzący z X w., przechowywany jest w Watykanie, a dwa inne w Paryżu. Jest to rodzaj słownika geograficznego, objaśniającego nazwy występujące u różnych autorów rzymskich. Wierszowany tekst zawiera nazwy rzek, jezior, źródeł, gajów, błot, gór i ludów. Wyjaśnienia nie są własnym dziełem Vibiusa, lecz zostały zaczerpnięte przez niego z komentarzy do dzieł autorów, takich jak m.in. Wergiliusz, Owidiusz, Lukan. Część tych komentarzy nie dochowała się w innych źródłach do współczesnych czasów i znane są tylko za pośrednictwem Vibiusa.
Wśród informacji o różnych ludach znajduje się u Vibiusa zapis: Albis Germaniae Suevos a Cervetiis dividit, mergitur in Oceanum. Określenia Albis Germaniae Suevos interpretowane są jako Łaba, Germania, Swebowie. Niejasne jest natomiast określenie Cervetiis. Niektórzy badacze uważają, że kryje się pod nim nazwa Chorwatów, a nawet, że może to być zniekształcone określenie Serbów. Gdyby tak było, to zapis stanowiłby najstarszą wzmiankę o pobycie Słowian nad Łabą w połowie pierwszego tysiąclecia n.e. Jednak według innej hipotezy może to być nazwa jakiegoś plemienia celtycko–ilyryjskiego, gdyż w źródłach starożytnych spotykane są podobnie brzmiące nazwy plemion z tego kręgu kulturowego (Helveti, Nemeti, Usipeti, Veneti), a nawet prawie identyczna Carvetii.